# Westminster (Metropolitano de Londres)
Westminster é uma estação do Metropolitano de Londres na Cidade de Westminster. A estação é servida pelas linhas Circle, District e Jubilee. Ela fica na Zona 1 do Travelcard. Pelas linhas Circle e District a estação está entre as estações St. James's Park e Embankment. Com relação a linha Jubilee está entre as estações Waterloo e Green Park.

## História

### Estação de sub-superfície

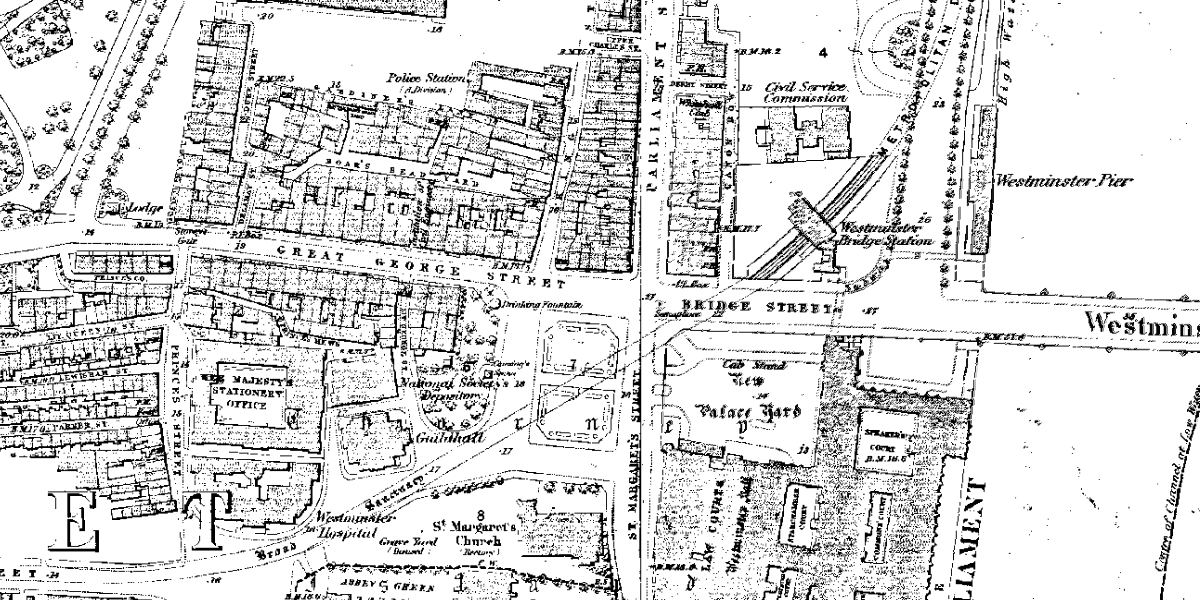
Mapa Ordnance Survey mostrando a estação Westminster em 1878

A estação foi aberta como Westminster Bridge em 24 de dezembro de 1868 pela District Railway (DR) (agora a linha District) operada a vapor quando a ferrovia abriu a primeira seção de sua linha a partir da South Kensington. Era originalmente o terminal leste da DR e o corte da estação terminava em um muro de concreto protegido por dormentes de madeira. A aproximação da estação a oeste segue em túnel cut and cover sob a estrada de Broad Sanctuary e na diagonal sob a Parliament Square. Em Broad Sanctuary, o túnel fica perto da Abadia de Westminster e da Igreja de Santa Margarida e cuidados foram necessários para evitar prejudicar suas fundações ao escavar no terreno pobre encontrado aí.
O edifício original da estação era uma estrutura temporária posicionada sobre os trilhos e as plataformas eram protegidas por toldos individuais, em vez do telhado envidraçado providenciado a todas as outras estações da DR. O acesso à estação era por uma passagem da Bridge Street e uma passagem subterrânea de pedestres embaixo da via. Em 30 de maio de 1870, a ferrovia foi estendida para Blackfriars.

### Plataformas da linha Jubilee

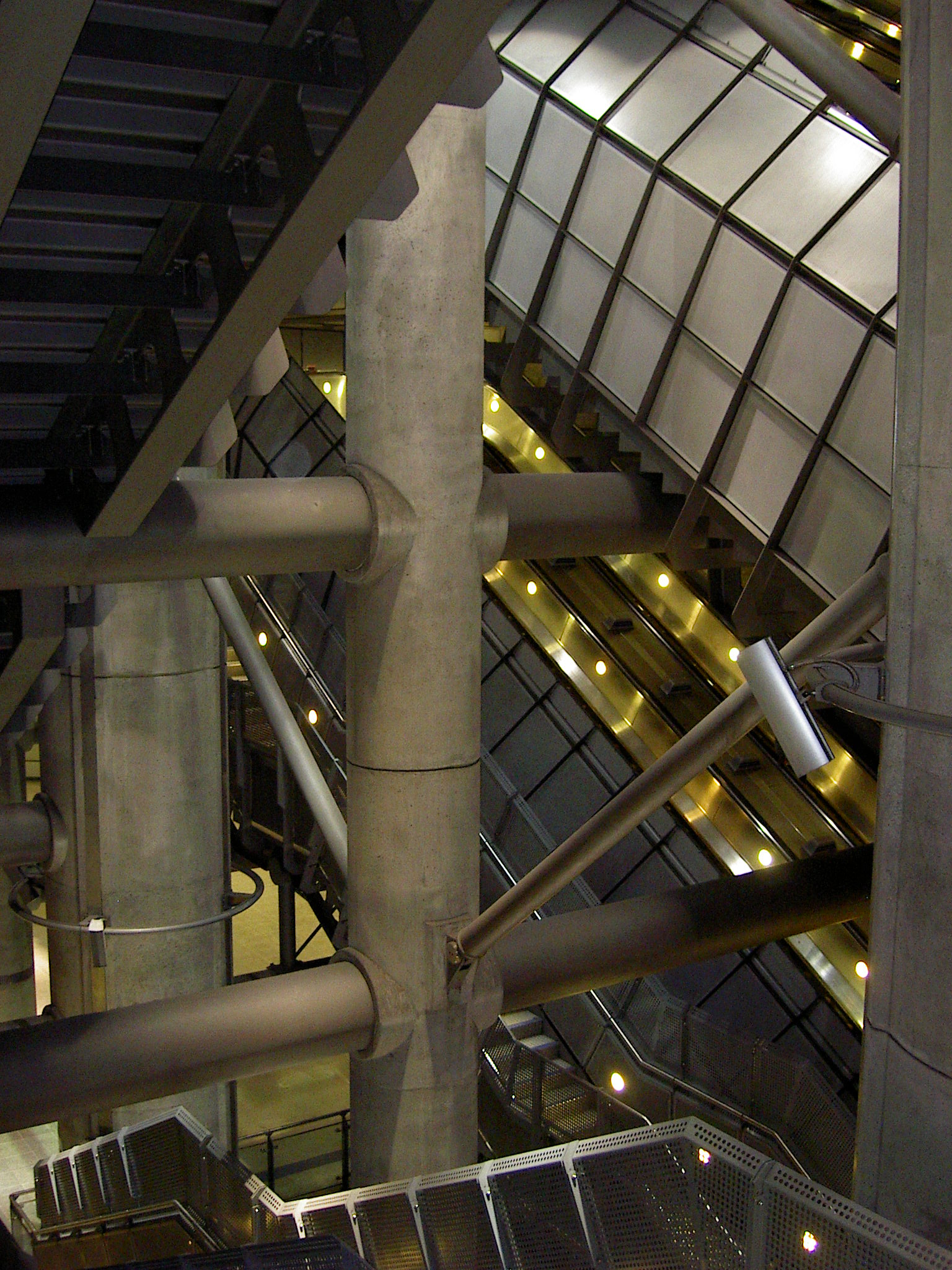
Escadas rolantes empilhadas umas sobre as outras apoiadas em colunas estruturais nas profundezas da estação de nível profundo

Quando a primeira seção da linha Jubilee foi planejada na década de 1970, a segunda fase do projeto pretendia continuar a linha para o leste do terminal em Charing Cross até Cidade de London, Woolwich e Thamesmead. A estação de Westminster não estaria nesta rota planejada, mas a necessidade de fornecer infraestrutura de transporte para a reconstrução de London Docklands no leste e sudeste de Londres levou a um redirecionamento da rota para passar por Westminster para conectar Waterloo e London Bridge estações com os novos desenvolvimentos. Para a Jubilee Line Extension, os prédios ao redor da estação foram demolidos e a estação subterrânea foi completamente reconstruída junto com a construção de um prédio de escritórios parlamentares, Portcullis House, que fica acima da estação. Ambos os projetos foram projetados por Michael Hopkins & Partners.